# Francisco Javier Yeste Navarro
Francisco Javier Yeste Navarro (nascut a Basauri, Bilbao, el 6 de desembre de 1979) és un exfutbolista basc que jugava com a migcampista.

## Trajectòria
Va pertànyer sempre a les categories inferiors de l'Athletic Club.
Després del seu pas pel CD Baskonia, el 1998 passa a formar part del Bilbao Athletic. Poc després va passar a ser de la primera plantilla, tot i que va debutar amb l'Athletic quan encara pertanyia a les seves categories inferiors. El seu partit de debut a la Primera divisió va ser el 7 de febrer de 1999 contra el Racing de Santander.
La temporada 1999-00 va ser la seva primera temporada com a integrant del primer equip, encara que va disputar només sis partits. A l'any següent, l'entrenador ja comptava habitualment amb ell, jugant aquesta temporada 34 partits i marcant sis gols.
Ha disputat més de 220 partits i ha marcat més de 40 gols. És esquerrà, i la posició de mitja punta és la seva favorita. No obstant això, la seva demarcació habitual durant les seves primeres temporades al primer equip de l'Athletic va ser enganxat a la banda esquerra, posició que actualment ocupa.
La temporada 2006-2007, tot i patir una dolorosa pubàlgia, va jugar 38 partits i va marcar 5 gols. Abans de cada partit, el jugador havia de ser infiltrat, per reduir el dolor, i poder saltar al camp.
Al maig de 2010 va anunciar que al terme del seu contracte no renovaria amb l'Athletic Club. Després d'això, el jugador va rebre ofertes de diversos clubs, entre ells diversos espanyols com el Deportivo de la Corunya o el Getafe CF i altres de l'estranger com el Trabzonspor o l'Olympiakos FC. No obstant això, el jugador va rebutjar totes les ofertes per anar a jugar als Emirats Àrabs, on li oferien un contracte notablement superior respecte a les quantitats econòmiques. Així, el juny de 2010 es va confirmar el seu fitxatge per l'Al Wasl de Dubai.